# St Germain (musicien)
Pour les articles homonymes, voir Saint Germain, Saint-Germain, Germain et Navarre (homonymie).
St Germain, nom de scène de Ludovic Navarre, est un DJ et musicien français de jazz et French touch, né le 10 avril 1969 à Saint-Germain-en-Laye.

## Biographie

### Jeunesse
Ludovic Navarre met un terme à ses ambitions sportives à la suite d'un accident quand il a quinze ans,. Il se consacre alors à la musique et notamment  à la composition sur ordinateur. Passionné de musique électronique, telles la techno de Détroit et l'electro, il s'intéresse aussi à la soul, au jazz et au hip-hop. St Germain côtoie DJ Roger Sanchez, Little Louie Vega, et Kenny « Dope » Gonzalez, etc.. Il commence une carrière de DJ dans les clubs parisiens, puis s'oriente vers la composition musicale avec son ami Guy Rabiller, dans leur studio installé à domicile, à Chatou. Ils signent avec un jeune label s'intéressant de très près à la musique électronique : Atom, puis avec le label Fnac music, qui devient F Communications dirigé par Éric Morand et Laurent Garnier.

### Carrière
Ludovic Navarre enregistre sous différents pseudonymes : Sub System, Deepside, Modus Vivendi, LN'S, Nuages, Soofle, Deep Contest, Hexagone, St-Germain-en-Laye, D.S, avant de choisir définitivement le nom de scène St Germain en 1993. Ce pseudonyme, inspiré par sa ville natale, fait aussi référence au quartier de Paris, Saint-Germain-des-Prés rive gauche, haut lieu emblématique international des clubs de jazz parisiens.
En 1995, le single Alabama Blues, remixé par Todd Edwards, lui ouvre les portes du succès international avec un classement dans les charts anglais. Il sort sous le label F Communications l'album intitulé Boulevard, qui est élu meilleur album de l'année 1995 par la presse anglaise[réf. nécessaire]. En 1995, St Germain présente sur la scène des Transmusicales de Rennes son premier concert de musique électronique accompagné de musiciens. En 1999, il sort From Detroit to St Germain, une compilation de ses EP publiée sous différents pseudonymes.
En 2000, il rejoint le label de jazz Blue Note Records pour lequel il réalise l'album Tourist. L'album se vend à 3 millions d'exemplaires dans le monde,, dont 800 000 en France. Entre 2000 et 2002, St Germain donne plus de 200 concerts et se produit notamment à Coachella, à Glastonbury, au Royal Albert Hall, aux Transmusicales de Chine, etc. Il est rejoint sur scène par des musiciens comme Herbie Hancock, Claude Nougaro, Ernest Ranglin, et Monty Alexander. Rose rouge est jouée par les Rolling Stones lors de leur tournée Licks Tour de 2002. Il est triple lauréat de la 16e cérémonie des Victoires de la musique 2001 avec son album Tourist (découverte jazz de l'année, meilleur album electro, et découverte scène de l'année).

### Film:Chaos(2001)
En 2001, St Germain assure la bande originale du film Chaos de Coline Serreau.

### Album:St Germain(2015)
En 2015, St Germain publie son quatrième album St Germain (15 ans après son album précédent) qui allie blues américain, folklore malien, et deep house. L'album est suivi d'une tournée mondiale.

## Discographie partielle

### Albums studio
- 1995 : Boulevard
- 2000 : Tourist
- 2015 : St Germain

### Singles et EP
- 1991 : Subhouse (avec Guy Rabiller) (sous Sub System)
- 1991 : J'ai Peur (avec Guy Rabiller) (sous Sub System)
- 1991 : III (avec Guy Rabiller) (sous Sub System)
- 1992 : Seclude EP (avec Guy Rabiller) (sous Deepside/D.S.)
- 1992 : Deepside EP (avec Guy Rabiller) (sous Deepside/D.S.)
- 1993 : Nouveau EP (en tant que Soofle)
- 1993 : Paris EP (en tant que Choice)
- 1993 : Modus Vivendi (en tant que Modus Vivendi (sur Warp Record)
- 1993 : Inferno EP (en tant que LN'S)
- 1993 : The Ripost EP (en tant que Deep Contest (avec DJ Deep)
- 1993 : Tolérance EP (sous Deepside/D.S.)
- 1993 : French Traxx EP
- 1993 : Motherland EP
- 1994 : Burning Trash Floor (en tant que Hexagone)
- 1994 : Blanc EP (en tant que Nuages)
- 1994 : Volume 1 et 2, sous le nom de D.S. (sous Deepside/D.S.)
- 1994 : Mezzotinto EP
- 1995 : Alabama Blues
- 1996 : Muse Q The Music
- 1996 : Alabama Blues (Revisited)
- 1997 : Paris EP (réédition) (en tant que Choice)
- 2000 : Sure Thing
- 2000 : Rose rouge
- 2001 : Sure Thing Revisited
- 2001 : Rose rouge Revisited
- 2001 : So Flute
- 2004 : Mezzotinto EP (réédition)
- 2015 : Real Blues

### (Co-)production pour autres artistes
- 1993 : Orange - Quarter EP
- 1993 : Shazz - Lost Illusions
- 1993 : Laurent Garnier - À Bout de Souffle EP
- 1994 : Shazz - A View of Manhattan...
- 1996 : DJ Deep - Signature
- 2003 : Soel - Memento

### Remixes
- 1993 : Aurora Borealis - Aurora Borealis
- 1993 : Suburban Knight - The Art of Stalking
- 1995 : Björk - Isobel
- 1997 : Pierre Henry & Michel Colombier - Jericho Jerk
- 1999 : Boy Gé Mendès - Cumba Iétu
- 2014 : Gregory Porter - Musical Genocide (St Germain Remix)

### Bandes-son
- 2002 : Chaos

### Compilations
- 1999 : From Detroit to St Germain

## Récompenses
- 2001 : Victoires du jazz dans la catégorie « révélation jazz de l'année »[réf. nécessaire]

## Dans la culture populaire
Il apparaît dans la série Les Secrets de l'immortel Nicolas Flamel de Michaël Scott entre 2008 et 2013 où il incarne un musicien ayant été apprenti de l'immortel Nicolas Flamel.